# Quảng Ninh, Thanh Hóa
Quảng Ninh là một xã thuộc huyện Quảng Xương, tỉnh Thanh Hóa, Việt Nam.

## Địa giới hành chính
Xã Quảng Ninh nằm ở trung tâm của huyện Quảng Xương.
- Phía đông giáp xã Quảng Nhân, huyện Quảng Xương.
- Phía nam giáp xã Quảng Bình, huyện Quảng Xương.
- Phía tây giáp xã Quảng Hợp, huyện Quảng Xương.
- Phía bắc giáp thị trấn Tân Phong và xã Quảng Đức, huyện Quảng Xương.

## Lịch sử hành chính
Vùng đất thuộc xã Quảng Ninh ngày nay, vào đầu thế kỉ 19 thuộc tổng Thái Lai, huyện Quảng Xương, phủ Tĩnh Gia, nội trấn Thanh Hóa.
Sau năm 1945, thuộc xã An Ninh. Năm 1948 xã An Ninh sáp nhập với xã Việt Hùng thành xã Quảng Ninh, tên gọi Quảng Ninh xuất hiện từ đây. Năm 1954, một phần lãnh thổ xã Quảng Ninh được tách ra để lập xã Quảng Bình, riêng các làng Nê Trung và Nhân Cựu được đưa về xã Quảng Nhân mới thành lập.
Xã Quảng Ninh mới gồm có 5 làng (trước năm 2019 là 8 làng):
- Làng Ninh Dụ: tên nôm là làng Pheo, trước là Côn Cực sau đổi thành Dụ Côn; đầu thế kỉ 19 là thôn Dụ Côn thuộc xã Văn Phương, tổng Thái Lai; từ năm 1990 gọi là làng Ninh Dụ.
- Làng Ninh Phúc: tên nôm là làng Gây; đầu thế kỉ 19 là thôn Đa Cai thuộc xã Văn Phương; còn có tên là Đa Phúc hay Phúc Quả; từ năm 1990 gọi là làng Ninh Phúc.
- Làng Ước Thành:Từ năm 2019, sáp nhập giữa làng Ninh Ước (tên khác là Thanh Nội hay Nạp Nội; đầu thế kỉ 19 là thôn Ước Nội thuộc xã Thạch Cừ, tổng Thái Lai; từ năm 1990 gọi là Ninh Ước) với làng Phúc Thành (do dân cư các làng Ninh Phúc và Ninh Dụ và dân cư các xứ khác di cư tới an cư, lập nghiệp thành lập trong thời gian từ năm 1945 đến năm 1954 gọi là làng Ninh Long; từ năm 1990 gọi là Phúc Thành) thành làng Ước Thành.
- Làng Thọ Thái: Từ năm 2019, sáp nhập giữa làng Ninh Thọ (tên nôm là Kẻ Ngốc; thời Đồng Khánh là xã Hoành Cừ, tổng Thái Lai; từ năm 1990 gọi là Ninh Thọ) với làng Ninh Thái (trước là Cổ Hiền, sau đổi thành Phú Thái; từ năm 1990 gọi là Ninh Thái) thành làng Thọ Thái
- Làng Ninh Phạm: Từ năm 2019, sáp nhập giữa làng Ninh Phạm (tên nôm là làng Bượm, trước là Phạm Lĩnh sau đổi thành Phạm Xá; đầu thế kỉ 19 thuộc xã Văn Phương; từ năm 1990 gọi là Ninh Phạm) với làng Cống Trúc (tên khác là Mã Đè; do dân Ninh Dụ, Ninh Ước đến lập nghiệp trên một phần đất Ninh Phạm) thành làngNinh Phạm.